# Ruidos. Ensayo sobre la economía política de la música
Ruidos. Ensayo sobre la economía política de la música es un libro de no-ficción escrito por el economista y académico francés, Jacques Attali, el cual fue publicado en su edición francesa en el año de 1977, con el nombre Bruits: essai sur l'economie politique de la musique, y por primera vez en español en 1995 bajo el sello de siglo XXI editores. La versión inglesa, Noise: A Political Economy of Music, fue traducida por Brian Massumi y publicada en 1984.

## Contenido
En su libro, Attali señala que las personas están alienadas de su creatividad musical por la comodidad de la producción mecánica de la música.
El argumento esencial de Attali en Ruidos. Ensayo sobre la economía política de la música es que la música, como forma cultural, está íntimamente ligada al modo de producción en cualquier sociedad. Para los críticos marxistas, esta idea no es nueva. La novedad del trabajo de Attali es que invierte las comprensiones tradicionales acerca de cómo las revoluciones en el modo de producción tienen lugar:

[Attali] es el primero en señalar la otra consecuencia lógica posible del modelo de “interacción recíproca”—concretamente, la posibilidad de una superestructura para anticipar el desarrollo histórico, para presagiar nuevas formaciones sociales en una forma profética y anunciatoria. El argumento de Ruidos es que la música, única entre las artes, por razones que son en sí mismas sobredeterminadas, tiene precisamente esta vocación anunciatoria; que la música de hoy se encuentra tanto como una promesa de un nuevo y liberador modo de producción, así como la amenaza de una posibilidad distópica de ese modo espeluznante de producción como imagen en el espejo.

Por su parte, Yolanda Moreno Rivas señala que en Ruidos, Attali expone una teoría sobre la música que sobrepasa los planteamientos marxistas y freudianos, y además indica que, para el autor, la música no se establece como disciplina hasta el siglo XVIII.

La transformación actual de la “economía política” anuncia ya una mutación de las relaciones sociales: a diferencia de lo admitido por las viejas representaciones de la economía, es posible mediante el estudio de la música, intuir y predecir el futuro. Porque Attali no teoriza sobre la música sino sobre las estructuras sociales que se transparentan a través de ella, su libro es un llamado a la indisciplina teórica.

## Las cuatro etapas de la música según Attali
Attali señala que la música ha pasado por cuatro distintas etapas culturales durante su historia: Sacrificio, Representación, Repetición, y una cuarta etapa cultural, que el llama Composición, pero que se podría denominar Post-repetición. Estas etapas están enlazadas a cierto tipo de “modo de producción”; es decir, cada una de estas etapas lleva consigo un conjunto de tecnologías para producir, grabar y diseminar la música, y también estructuras culturales concomitantes que permiten la transmisión y la recepción de la música.

### Sacrificio
Se refiere a la prehistoria de la música moderna—el periodo de puramente tradición oral. En términos históricos, este periodo se podría encontrar en cualquier momento antes del año 1500 de nuestra era. Este es el periodo anterior a la producción en masa, la música escrita—un periodo en el cual la tradición musical sólo existía en la memoria de las personas, generalmente en forma de canciones de tradición oral y cuentos populares. Aquí, Attali caracteriza a la música en contraste al “ruido” de la naturaleza—de muerte, caos y destrucción. En otras palabras, la música se muestra en contraste a todas aquellas fuerzas naturales que amenazan al hombre y su patrimonio cultural. El propósito de la música en esta época es preservar y transmitir el patrimonio cultural, utilizando a la música como un refuerzo de la memoria. La música en este periodo no tiene un lugar concreto y a menudo está ligada a los festivales. Llama al capítulo «Sacrificio» porque en esta época, la música es una sublimación ritualizada, estructurada de la violencia de la naturaleza.

### Representar
Este capítulo hace alusión a la era de música impresa—del 1500 a 1900 aproximadamente. Durante esta era, la música estuvo ligada a un medio físico por primera vez (la imprenta y la escritura por notación), y por tanto se convirtió en una mercancía de venta en el mercado. Durante esta era, Attali caracteriza a la música como un espectáculo que contrasta con el silencio—piensa en la anticipación silenciosa que recibe el artista profesional en la sala de conciertos. Durante esta época, la música también se separa del mundo de la vida humana: ya no es el ámbito de competencia de los campesinos en su trabajo, la música deviene un proceso mecánico altamente complejo, que está articulado por especialistas. Llama a este capítulo «Representar» porque el proyecto del intérprete es “re-presentar” la música—para llevarla a cabo de la ausencia hacia la presencia al dibujar la intención del compositor desde la página y articulándola hacia un público esperado:

A partir del siglo XVIII, la pertenencia ritualizada se convierte en representación. El músico… accede al estatus de empresario en un mercado, productor y vendedor de signos, aparentemente libre pero casi siempre explotado y manipulado por sus clientes… La actitud con respecto a la música cambia entonces profundamente: en el rito, es un elemento de conjunto de la vida… Al contrario, en la representación, un foso separa a los músicos de la audiencia; el silencio más perfecto reina en los conciertos de la burguesía… La trampa vuelve a cerrarse: el silencio ante los músicos va a crear la música, y a darle una existencia autónoma, una realidad. En lugar de ser relación, ya no es sino monólogo de especialistas en competencia ante los consumidores. El artista nace al mismo tiempo en que su trabajo es puesto a la venta…

### Repetir
Con este término, Attali se refiere a la era del sonido grabado y retransmitido—aproximadamente de 1900 al presente. Durante este periodo, la notación (lo que podría ser considerado como una guía escrita altamente codificada de cómo debe sonar la música) fue reemplazada por la grabación (que es el sonido de la música, atrapada y preservada en vinilo, cinta o disco). Durante esta época, Attali afirma que el objetivo de la música no es la memoria o la calidad, sino la fidelidad—el objetivo de aquellos comprometidos con el proyecto musical (que incluye no sólo a los compositores e intérpretes, sino a los ingenieros de sonido, los ejecutivos de estudio y similares) es grabar el sonido tan clara y perfectamente como sea posible, y reproducir a la perfección estas grabaciones. En esta época, cada obra musical está contrastada con las otras versiones de sí misma—la cuestión clave para la música deviene en: ¿qué fielmente se puede re-producir el registro “original”? Attali llama a este capítulo «Repetición», debido a que cada acto musical es una repetición de lo que vino antes: la música está hecha de ecos cada vez más perfectos de sí misma:

De esta manera, la llegada de la grabación va a quebrantar profundamente la representación. Producida para ser el medio de conservar su rastro, la va a sustituir como motor de la economía de la música… Para aquellos que entran en el disco, la representación en público se convierte en simulacro del disco: el público que, en general, conoce ya las grabaciones del artista viene a escuchar la réplica viviente… Para la música popular, es, poco a poco, la muerte de las pequeñas orquestas reducidas a la imitación fiel de las vedettes del disco. Para el repertorio clásico, es el riesgo, sobre el cual volveremos más adelante, de verse imponer en la representación todos los criterios estéticos de la repetición, hechos de rigor y de frialdad. Así, el simulacro del uso no se conserva más que cuando desarrolla el cambio, o cuando lo imita. La representación se ha vuelto vitrina e imitadora de la repetición.

También importante para la «repetición» son las ideas de Attali sobre el «tiempo de cambio» y «tiempo de uso».  Attali define el «tiempo de cambio» como el tiempo gastado en ganar el dinero necesario para adquirir una grabación, mientras que «tiempo de uso» implica el tiempo gastado en escuchar las grabaciones por el comprador.  En una sociedad hecha de compañías discográficas y estaciones radiofónicas, se producen más grabaciones de las que un individuo puede escuchar durante su vida, y en un esfuerzo por gastar más tiempo en «tiempo de uso» que en «tiempo de cambio» las personas empiezan a acumular grabaciones de lo que quieren oír.  Attali declara que esta acumulación se ha convertido el método principal de uso de los consumidores, y al hacer esto, pocos trabajos musicales han sido valorizados.  Más importante aún, según Attali, este proceso de acumulación le quita el poder social y político a la música.

### Componer
Attali alude a una era post-repetición en su capítulo «Componer», pero nunca desarrolla plenamente su teoría de la misma. Mientras que muchos lectores consideran que esta idea está influenciada por las técnicas musicales electrónicas como el sample, remix y la manipulación electrónica del sonido (que eran comunes en 1985, cuando se publicó la traducción en inglés), es dudoso que hubieran influido en Attali dado que Ruidos fue primero publicado en francés en 1977. Para Attali, componer:

Es una nueva forma de hacer la música más que una nueva música, trastornan radicalmente, todo lo que ella fue hasta hoy... No se trata de un retorno al ritual. Ni al espectáculo. Serían uno y otro imposibles tras el paso durante dos siglos de esa formidable trituradora que ha sido la economía política. No. Se trata del advenimiento de una forma radicalmente nueva de inserción de la música en la comunicación, trastornando todos los conceptos de la economía política y dando un nuevo sentido a un proyecto político. Única vía realmente diferente para el conocimiento y para la realidad social. Única dimensión que puede permitirnos escapar a la dictadura ritual, a la ilusión de la representación y al silencio de la repetición. La música, forma última de la producción, enuncia eso nuevo, y nos conduce a designarlo como composición.